# Choi Chung-min
Choi Chung-min (kor. 최정민, ur. 30 sierpnia 1930 w Pjongjangu  – zm. 8 grudnia 1983) – południowokoreański piłkarz i trener, występujący podczas kariery na pozycji napastnika.

## Kariera klubowa
Choi podczas kariery piłkarskiej występował w Seoul Army Club.

## Kariera reprezentacyjna
W reprezentacji Korei Południowej Choi występował w latach 1952-1961.
W 1954 zdobył srebrny medal igrzysk azjatyckich. W tym samym roku został powołany do kadry na mistrzostwa świata. Na mundialu w Szwajcarii wystąpił w przegranym 0-9 meczu z Węgrami. W 1956 wygrał inauguracyjną edycję Pucharu Azji (Choi zdobył bramkę w meczu z Wietnamem Południowym).
W 1958 po raz drugi zdobył srebrny medal igrzysk azjatyckich. W 1960 po raz drugi wygrał Puchar Azji (Choi zdobył bramkę w meczu z Wietnamem Południowym). Ogółem w reprezentacji Korei rozegrał 30 meczów, w których zdobył 17 bramek.

## Kariera trenerska
Po zakończeniu kariery sędziowskiej Choi został trenerem. W latach 1967–1968 trenował klub Yangzee FC. W 1977 prowadził reprezentację Korei Południowej.